# Chondrula minuta
Chondrula minuta is een slakkensoort uit de familie van de Enidae. De wetenschappelijke naam van de soort is voor het eerst geldig gepubliceerd in 1894 door Westerlund.